# Giuliano Figueras
Giuliano Figueras est un coureur cycliste italien né le 24 janvier 1976 à Arzano (Naples).

## Biographie
Passé professionnel en 1998, Giuliano Figueras fut considéré comme l'un des grands espoirs du cyclisme italien après être devenu champion du monde espoirs en 1996 devant son compatriote Roberto Sgambelluri. Il confirma pendant ses trois premières années professionnelles avec une troisième place sur la Classique de Saint-Sébastien (1999) et une deuxième place sur le Tour de Lombardie avant de rentrer dans les rangs. Il prend sa retraite en 2007.

## Palmarès

### Palmarès amateur
- 1992
  - Coppa d'Oro
- 1993
  - Trofeo Tosco-Umbro
- 1994
  - Trofeo Buffoni
  - 2e du Giro della Lunigiana
- 1995
  -  Champion du monde militaires sur route
  - Coppa Papà Espedito
  - 2e du Grand Prix de Poggiana
  - 2e du Trofeo Gianfranco Bianchin
  -  Médaillé de bronze du championnat d'Europe sur route espoirs
- 1996
  -  Champion du monde sur route espoirs
  - Monte Carlo-Alassio
  - Trofeo Zssdi
  - Coppa Fiera di Mercatale
  - Tour des régions italiennes :
    - Classement général
    - Prologue (contre-la-montre par équipes)

  - Coppa Caivano
  - Barcelone-Montpellier
  - 3e du Trophée Mario Zanchi
  - 3e du Trofeo Banca Popolare di Vicenza
  - 3e de l'Astico-Brenta
  - 4e du championnat d'Europe sur route espoirs
- 1997
  - 2e étape du Girobio
  - 2eb étape du Tour de la Vallée d'Aoste
  - Trofeo Gianfranco Bianchin
  - 5e étape du Grand Prix Guillaume Tell
  - 3e du Grand Prix San Giuseppe
  - 3e du Piccola Sanremo
  - 3e de la Coppa Fiera di Mercatale

### Palmarès professionnel
| - 1998 - 11e étape du Tour de Langkawi - 2e du Tour de Langkawi - 1999 - 4e étape de la Semaine catalane - 2e étape du Tour du Pays basque - 1re étape du Tour de Romandie - Mémorial Rik Van Steenbergen - 2e étape du Tour de la Région wallonne - 3e du Trophée Pantalica - 3e de la Classique de Saint-Sébastien - 2000 - Grand Prix de Chiasso - 2001 - Tour de Vénétie - 2e du Tour de Lombardie - 7e du championnat du monde sur route - 10e du Tour d'Italie | - 2002 - Tour des Apennins - 2e du Grand Prix de l'industrie et de l'artisanat de Larciano - 3e du Trophée Pantalica - 2003 - Grand Prix de Chiasso - 3e du Trophée Pantalica - 2004 - Semaine internationale Coppi et Bartali - 2e du Tour des Apennins - 8e de Tirreno-Adriatico - 2005 - 2e du Grand Prix de Chiasso - 2006 - 3eb étape du Brixia Tour - Tour du Latium - 2e du Tour de Toscane - 8e de la Vattenfall Cyclassics |  |

## Résultats sur les grands tours

### Tour d'Italie
5 participations
- 1999 : 36e
- 2000 : abandon (7e étape)
- 2001 : 10e
- 2003 : 28e
- 2004 : non-partant (18e étape)

### Tour d'Espagne
3 participations
- 1998 : 56e
- 2001 : 29e
- 2005 : abandon (2e étape)